# 지쿠호정 (후쿠오카현 미즈마군)
지쿠호정(筑邦町)은 후쿠오카현 미즈마군에 있던 정이다. 현재의 구루메시에 해당한다.